# Подгорие
 Тази статия е за селото в Община Костенец.  За географската област вижте Подгорие (Беласица).  
Подгорие е село в Западна България. То се намира в Община Костенец, Софийска област. Старото име на селото е Кисибирци.

## География
Село Подгорие се намира в планински район.
В западната част на селото се намира Резиденция Детелина-дом за възрастни хора